# City Hall
City Hall (br: City Hall - Conspiração no alto escalão – pt: City Hall - A sombra da corrupção) é um filme estadunidense de 1996 do gênero policial, realizado por Harold Becker e com argumento de Ken Lipper, Paul Schrader, Nicholas Pileggi e Bo Goldman.

## Sinopse
A morte de um menino negro de seis anos de idade, vítima de uma bala perdida durante um tiroteio entre um policial e um traficante, é o estopim para uma crise que atinge a prefeitura de Nova Iorque. John Papas, o prefeito, busca contornar o problema da melhor forma possível, mas o vice-prefeito, que é um idealista, resolve averiguar os fatos.

## Elenco
- Al Pacino .... prefeito John Pappas
- John Cusack .... secretário do prefeito  Kevin Calhoun
- Bridget Fonda .... Marybeth Cogan
- Danny Aiello .... Frank Anselmo
- Martin Landau .... juiz Walter Stern
- Lauren Vélez .... Elaine Santos